# Carson Tyler
Carson Tyler, född 9 juni 2004, är en amerikansk simhoppare.

## Karriär
Vid panamerikanska spelen för juniorer 2021 i Cali tog Tyler brons i enmeterssvikten samt i den mixade lagtävlingen. Vid VM 2022 i Budapest tog han brons i mixat parhopp från 10-metersplattformen tillsammans med Delaney Schnell samt slutade på 31:a plats i tremeterssvikten. Vid VM 2024 i Doha slutade Tyler på 14:e plats i parhopp från 10-metersplattformen tillsammans med Joshua Hedberg. Vid olympiska sommarspelen 2024 i Paris slutade han på fjärde plats i tremeterssvikten och på 19:e plats i 10-metersplattformen.
Vid VM 2025 i Singapore tog Tyler brons i parhopp från 10-metersplattformen tillsammans med Joshua Hedberg.